# Oxypoda gatosensis
Oxypoda gatosensis är en skalbaggsart som beskrevs av Max Bernhauer 1905. Oxypoda gatosensis ingår i släktet Oxypoda och familjen kortvingar. Inga underarter finns listade i Catalogue of Life.